# 喜多地川
喜多地川（きたちがわ）は、徳島県海部郡美波町を流れる二級河川である。

## 地理
海部郡美波町より同町を通過し太平洋に注ぐ。橋梁は喜多地川橋（日和佐道路）等がある。

## 流域の主な施設
- 日和佐道路
- 徳島県道25号日和佐小野線

## 流域の自治体
徳島県
海部郡美波町